# Tour des Augustins
La tour des Augustins se situe sur la commune de Geaune, dans le département français des Landes. Elle est classée aux monuments historiques par arrêté du 9 juillet 1909.

## Présentation
La tour des Augustins est le principal vestige de l'ancien couvent des Augustins de Geaune, fondé en 1401 par Raymond Bernard III de Castelnau.
La guerre de Cent Ans retarde probablement la fin des travaux puisque la célébration de la dédicace de l'église n'a lieu que le 17 juin 1490. Cette église devient la nécropole de la famille de Castelnau, qui embrasse la religion protestante au XVIe siècle. C'est pourquoi l'église est respectée par les troupes protestantes durant les guerres de Religion, contrairement aux bâtiments conventuels, incendié en septembre 1569 par les troupes huguenotes de Montgomery après le siège de la ville. À la fin des troubles liés aux guerres de Religion, les Augustins relèvent les ruines du couvent et l'occupent de nouveau jusqu'à la Révolution française. Cette nouvelle période de troubles est fatale à l'abbaye : l'ensemble du couvent et de l'église est largement démoli. Les matériaux sont réemployés et dispersés par les habitants.
Vers 1815, le curé Lamarque obtient une autorisation pour nettoyer les ruines et y construire une salle d'école, nouvelle affectation qui perdure encore aujourd'hui.